# IV. Flakkorps
IV. Flakkorps foi uma unidade de defesa antiaérea da Luftwaffe que prestou serviço durante a Segunda Guerra Mundial. Prestou serviço entre Junho de 1944 e Maio de 1945.

## Comandante
- General Otto-Wilhelm von Renz – (Julho de 1944 – 15 de Agosto de 1944)[2]
- General Rudolf Bogatsch – (12 de Setembro de 1944 – 4 de Maio de 1945)[2]